# Llista de monuments de Subirats
Llista de monuments de Subirats inclosos en l'Inventari del Patrimoni Arquitectònic de Catalunya per al municipi de Subirats (Alt Penedès). Inclou els inscrits en el Registre de Béns Culturals d'Interès Nacional (BCIN) catalogats com a monuments històrics i els Béns Culturals d'Interès Local (BCIL) de caràcter arquitectònic.
| Monument                                                                                            | Protecció    | Estil/època                         | Localització                                                                                     | Coordenades                                          | Codi?         | Imatge |
| --------------------------------------------------------------------------------------------------- | ------------ | ----------------------------------- | ------------------------------------------------------------------------------------------------ | ---------------------------------------------------- | ------------- | --- |
| Castell de Subirats i església de Sant Pere del Castell, Santuari de la Mare de Déu de la Fontsanta | BCIN 1581-MH | Romànic X-XIII                      | Subirats Ctra. BV-2427, km 3,8, al cim d'un turó, sobre els Casots                               | 41° 24′ 57″ N, 1° 49′ 02″ E / 41.415866°N,1.817301°E | RI-51-0005721 | Castell de Subirats (Subirats) · Vegeu més fotos d'aquest monument · Carregueu una nova foto d'aquest monument                               |
| Torre Ramona, Torre Ramon                                                                           | BCIN 1582-MH | Gòtic-renaixement, obra popular XVI | Subirats Ctra. C-243b, km 15,5                                                                   | 41° 25′ 17″ N, 1° 49′ 11″ E / 41.421336°N,1.819836°E | RI-51-0005722 | Torre Ramona (Subirats) · Vegeu més fotos d'aquest monument · Carregueu una nova foto d'aquest monument                                      |
| Torre de l'Ordal, Torre del Telègraf                                                                | BCIN 1583-MH | XIX                                 | Subirats Ctra. N-340, km 315,7, a 500 m, port d'Ordal                                            | 41° 23′ 42″ N, 1° 52′ 29″ E / 41.394879°N,1.874685°E | RI-51-0005723 | Torre de l'Ordal (Subirats) · Vegeu més fotos d'aquest monument · Carregueu una nova foto d'aquest monument                                  |
| Creu del castell de Subirats, creu de terme                                                         | BCIN 3876-MH | Obra popular XVI-XVII               | Subirats Davant el Santuari de Fontsanta                                                         | 41° 24′ 59″ N, 1° 48′ 59″ E / 41.416344°N,1.816390°E | RI-51-0012050 | Creu del castell de Subirats · Vegeu més fotos d'aquest monument · Carregueu una nova foto d'aquest monument                                 |
| La Torrota d'en Pasteres                                                                            | BCIN 4142-MH | XIII-XIV                            | Subirats Al sud-oest del nucli de Torre-ramona                                                   | 41° 25′ 08″ N, 1° 49′ 20″ E / 41.418768°N,1.822292°E | IPA-4784      | La Torrota d'en Pasteres (Subirats) · Vegeu més fotos d'aquest monument · Carregueu una nova foto d'aquest monument                          |
| Torre de Can Llopart, la Torrota                                                                    | BCIL 1987    | Romànic XII                         | Subirats Ctra. BV-2427, km 4,3, a 100 m                                                          | 41° 24′ 31″ N, 1° 48′ 02″ E / 41.408708°N,1.800663°E | IPA-4782      | Torre de Can Llopart (Subirats) · Vegeu més fotos d'aquest monument · Carregueu una nova foto d'aquest monument                              |
| Pont sobre la riera de Sant Sebastià dels Gorgs                                                     | BCIL 1987    | Romànic Medieval                    | Subirats A uns 100 m. del c. dels Rocs de Lavern                                                 | 41° 23′ 08″ N, 1° 46′ 02″ E / 41.385485°N,1.767159°E | IPA-4783      | Pont sobre la riera de Sant Sebastià dels Gorgs (Subirats) · Vegeu més fotos d'aquest monument · Carregueu una nova foto d'aquest monument   |
| Patronat Familiar                                                                                   |              | Obra popular XX                     | Subirats Els Casots                                                                              | 41° 24′ 32″ N, 1° 48′ 30″ E / 41.40894°N,1.80836°E   | IPA-4785      | Patronat Familiar (Subirats) · Modifica el valor a Wikidata · Carregueu una nova foto d'aquest monument                                      |
| Carrer Nou de Can Cartró                                                                            |              | Obra popular XX                     | Subirats A 450 m a l'est del nucli de Can Cartró                                                 | 41° 23′ 50″ N, 1° 44′ 36″ E / 41.397261°N,1.743336°E | IPA-4786      | Carrer Nou de Can Cartró (Subirats) · Vegeu més fotos d'aquest monument · Carregueu una nova foto d'aquest monument                          |
| La Torrota del Moro                                                                                 | BCIL 1987    | Romà                                | Subirats A 300 m de Ca l'Almirall, zona de Lavern                                                | 41° 23′ 21″ N, 1° 45′ 46″ E / 41.38904°N,1.762691°E  | IPA-4787      | La Torrota del Moro (Subirats) · Vegeu més fotos d'aquest monument · Carregueu una nova foto d'aquest monument                               |
| Carrer del Comte de Lavern                                                                          |              | Obra popular XIX-XX                 | Subirats Nucli de Lavern                                                                         | 41° 23′ 25″ N, 1° 46′ 22″ E / 41.390363°N,1.772665°E | IPA-4788      | Carrer del Comte de Lavern (Subirats) · Vegeu més fotos d'aquest monument · Carregueu una nova foto d'aquest monument                        |
| Carrer de Can Rovira                                                                                |              | Obra popular                        | Subirats A 400 m al sud de Sant Pau d'Ordal                                                      | 41° 22′ 40″ N, 1° 47′ 40″ E / 41.377903°N,1.794544°E | IPA-4789      | Carrer de Can Rovira (Subirats) · Vegeu més fotos d'aquest monument · Carregueu una nova foto d'aquest monument                              |
| Ca l'Olivella                                                                                       | BCIL 1987    | Eclecticisme XIX Final              | Subirats Lavern, ctra. BV-2428, km 4, a 250 m                                                    | 41° 23′ 29″ N, 1° 46′ 27″ E / 41.391297°N,1.774166°E | IPA-4790      | Ca l'Olivella (Subirats) · Vegeu més fotos d'aquest monument · Carregueu una nova foto d'aquest monument                                     |
| Cal Bas                                                                                             | BCIL 1987    | Noucentisme XX                      | Subirats Ctra. BV-2154, km 0,5, a 300 m                                                          | 41° 24′ 17″ N, 1° 45′ 14″ E / 41.404718°N,1.754007°E | IPA-4791      | Cal Bas (Subirats) · Vegeu més fotos d'aquest monument · Carregueu una nova foto d'aquest monument                                           |
| Can Bosch d'Anoia                                                                                   |              | Obra popular XVII, XIX              | Subirats Ctra. C-243, km 3, a 900 m                                                              | 41° 25′ 40″ N, 1° 49′ 13″ E / 41.427790°N,1.820274°E | IPA-4792      | Can Bosch d'Anoia (Subirats) · Vegeu més fotos d'aquest monument · Carregueu una nova foto d'aquest monument                                 |
| Cal Ravella                                                                                         | BCIL 1987    | Neoclassicisme XIX                  | Subirats Ctra. N-340, km 312,2                                                                   | 41° 23′ 43″ N, 1° 50′ 08″ E / 41.395178°N,1.835612°E | IPA-4793      | Cal Ravella (Subirats) · Vegeu més fotos d'aquest monument · Carregueu una nova foto d'aquest monument                                       |
| Can Parellada                                                                                       | BCIL 1987    | Neoclassicisme XIX                  | Subirats Ordal, ctra. N-340, km 312,9                                                            | 41° 23′ 42″ N, 1° 50′ 39″ E / 41.395083°N,1.844071°E | IPA-4794      | Can Parellada (Subirats) · Vegeu més fotos d'aquest monument · Carregueu una nova foto d'aquest monument                                     |
| Capella de Sant Sebastià                                                                            | BCIL 1987    | Obra popular XVIII                  | Subirats Ctra. N-312, km 312,2, prop del poble d'Ordal                                           | 41° 23′ 32″ N, 1° 50′ 13″ E / 41.392355°N,1.837026°E | IPA-4795      | Capella de Sant Sebastià (Subirats) · Vegeu més fotos d'aquest monument · Carregueu una nova foto d'aquest monument                          |
| Església parroquial de Sant Pere de Lavern                                                          | BCIL 1987    | Historicisme XX                     | Subirats A prop de l'estació de Lavern                                                           | 41° 23′ 51″ N, 1° 45′ 59″ E / 41.397376°N,1.766456°E | IPA-4796      | Església parroquial de Sant Pere de Lavern (Subirats) · Vegeu més fotos d'aquest monument · Carregueu una nova foto d'aquest monument        |
| Carrer de la Font                                                                                   |              | Obra popular                        | Subirats C. de la Font, Sant Pau d'Ordal                                                         | 41° 23′ 07″ N, 1° 47′ 49″ E / 41.385259°N,1.79692°E  | IPA-4799      | Carrer de la Font (Subirats) · Vegeu més fotos d'aquest monument · Carregueu una nova foto d'aquest monument                                 |
| Església parroiquial de Sant Pau d'Ordal                                                            | BCIL 1987    | Romànic XII, XX                     | Subirats Pl. de l'Església, Sant Pau d'Ordal                                                     | 41° 22′ 53″ N, 1° 47′ 45″ E / 41.381483°N,1.795853°E | IPA-4801      | Església parroiquial de Sant Pau d'Ordal (Subirats) · Vegeu més fotos d'aquest monument · Carregueu una nova foto d'aquest monument          |
| Ateneu d'Ordal                                                                                      | BCIL 1987    | Obra popular XX                     | Subirats Pl. de l'Ateneu, Ordal                                                                  | 41° 23′ 45″ N, 1° 50′ 59″ E / 41.395726°N,1.849753°E | IPA-4806      | Ateneu d'Ordal (Subirats) · Modifica el valor a Wikidata · Carregueu una nova foto d'aquest monument                                         |
| Centre Agrícola de Sant Pau d'Ordal                                                                 | BCIL 1987    | Noucentisme XX                      | Subirats Pl. de Subirats, Sant Pau d'Ordal                                                       | 41° 23′ 00″ N, 1° 47′ 45″ E / 41.383392°N,1.795782°E | IPA-4807      | Centre Agrícola de Sant Pau d'Ordal (Subirats) · Vegeu més fotos d'aquest monument · Carregueu una nova foto d'aquest monument               |
| Centre Cultural i Recreatiu de Can Cartró                                                           |              | Obra popular XX                     | Subirats                                                                                         | 41° 23′ 47″ N, 1° 44′ 10″ E / 41.396350°N,1.736238°E | IPA-4808      | Carregueu una nova foto d'aquest monument |
| Centre Recreatiu de Ca l'Avi                                                                        |              | Obra popular XX                     | Subirats C. Ramon Bofill                                                                         | 41° 24′ 37″ N, 1° 44′ 21″ E / 41.41027°N,1.73908°E   | IPA-4810      | Carregueu una nova foto d'aquest monument |
| Centre Cultural i Recreatiu de Lavern                                                               |              | Obra popular XIX-XX                 | Subirats C. del Comte de Lavern                                                                  | 41° 23′ 26″ N, 1° 46′ 19″ E / 41.39058°N,1.77194°E   | IPA-4811      | Carregueu una nova foto d'aquest monument |
| Centre Recreatiu de Can Rossell                                                                     |              | Obra popular XX                     | Subirats Nucli urbà de Can Rossell                                                               | 41° 23′ 52″ N, 1° 48′ 19″ E / 41.397823°N,1.805373°E | IPA-4812      | Centre Recreatiu de Can Rossell (Subirats) · Modifica el valor a Wikidata · Carregueu una nova foto d'aquest monument                        |
| Can Rovira                                                                                          | BCIL 1987    | Eclecticisme XIX                    | Subirats C. de Can Rovira, Sant Pau d'Ordal                                                      | 41° 22′ 36″ N, 1° 47′ 48″ E / 41.376600°N,1.796625°E | IPA-4813      | Can Rovira (Subirats) · Vegeu més fotos d'aquest monument · Carregueu una nova foto d'aquest monument                                        |
| Can Vendrell, Cal Vendrell de la Codina                                                             | BCIL 1987    | Eclecticisme XIX                    | Subirats Sant Pau d'Ordal, ctra. BV-2428, km 0,8                                                 | 41° 23′ 05″ N, 1° 48′ 22″ E / 41.384625°N,1.806045°E | IPA-4814      | Can Vendrell (Subirats) · Vegeu més fotos d'aquest monument · Carregueu una nova foto d'aquest monument                                      |
| Masia Savall                                                                                        | BCIL 1987    | Obra popular XVIII                  | Subirats Ctra. BV-2427, km 4,5, a 1.800 m                                                        | 41° 23′ 50″ N, 1° 47′ 31″ E / 41.397269°N,1.792021°E | IPA-4815      | Masia Savall (Subirats) · Modifica el valor a Wikidata · Carregueu una nova foto d'aquest monument                                           |
| Can Ros                                                                                             | BCIL 1987    | Obra popular XVII-XVIII             | Subirats Ctra. BV-2427, km 3, a 1.000 m                                                          | 41° 24′ 22″ N, 1° 49′ 18″ E / 41.405988°N,1.821601°E | IPA-4816      | Can Ros (Subirats) · Vegeu més fotos d'aquest monument · Carregueu una nova foto d'aquest monument                                           |
| Cal Maristany                                                                                       | BCIL 1987    | Noucentisme XX                      | Subirats Lavern, ctra. BV-2428, km 4,85, a 700 m                                                 | 41° 23′ 51″ N, 1° 46′ 37″ E / 41.397586°N,1.776823°E | IPA-4817      | Cal Maristany (Subirats) · Vegeu més fotos d'aquest monument · Carregueu una nova foto d'aquest monument                                     |
| Carrer de Can Sala                                                                                  |              | Obra popular                        | Subirats C. de Can Sala, al nord del barri del Pago                                              | 41° 23′ 21″ N, 1° 48′ 49″ E / 41.389053°N,1.813583°E | IPA-4818      | Carrer de Can Sala (Subirats) · Vegeu més fotos d'aquest monument · Carregueu una nova foto d'aquest monument                                |
| Torre de la Guàrdia                                                                                 | BCIL 1987    | Obra popular                        | Subirats Dalt del turó de la Guàrdia, al nord de Sant Pau d'Ordal                                | 41° 23′ 28″ N, 1° 47′ 26″ E / 41.391219°N,1.790578°E | IPA-4819      | Torre de la Guàrdia (Subirats) · Vegeu més fotos d'aquest monument · Carregueu una nova foto d'aquest monument                               |
| Església de Sant Joan Salerm                                                                        | BCIL 1987    | Romànic XII                         | Subirats Ctra. BV-2154, km 0,5, dins la hisenda de Can Bas de Lavern                             | 41° 24′ 14″ N, 1° 45′ 08″ E / 41.403762°N,1.752219°E | IPA-4820      | Església de Sant Joan Salerm (Subirats) · Vegeu més fotos d'aquest monument · Carregueu una nova foto d'aquest monument                      |
| Can Massana                                                                                         | BCIL 1987    | Obra popular XVIII, XIX             | Subirats Cantallops, ctra. N-340, km 308,1, a 100 m                                              | 41° 22′ 17″ N, 1° 48′ 08″ E / 41.371389°N,1.80215°E  | IPA-4821      | Can Massana (Subirats) · Vegeu més fotos d'aquest monument · Carregueu una nova foto d'aquest monument                                       |
| Can Rigol                                                                                           | BCIL 1987    | Obra popular                        | Subirats Els Casots, ctra. BV-2427, km 4,5, a 150 m                                              | 41° 24′ 42″ N, 1° 47′ 56″ E / 41.41178°N,1.798919°E  | IPA-4822      | Can Rigol (Subirats) · Vegeu més fotos d'aquest monument · Carregueu una nova foto d'aquest monument                                         |
| Can Llopart de la Costa                                                                             |              | Gòtic XIV-XV, XVIII                 | Subirats Els Casots, ctra. BV-2427, km 4,1, a 400 m                                              | 41° 24′ 24″ N, 1° 48′ 11″ E / 41.406798°N,1.803126°E | IPA-4823      | Can Llopart de la Costa (Subirats) · Vegeu més fotos d'aquest monument · Carregueu una nova foto d'aquest monument                           |
| Cal Guilera                                                                                         | BCIL 1987    | Obra popular                        | Subirats Prop de l'església de Sant Pau d'Ordal                                                  | 41° 22′ 53″ N, 1° 47′ 47″ E / 41.381263°N,1.7963°E   | IPA-4824      | Cal Guilera (Subirats) · Vegeu més fotos d'aquest monument · Carregueu una nova foto d'aquest monument                                       |
| La Bardera                                                                                          | BCIL 1993    | Obra popular XVIII                  | Subirats Els Casots, ctra. BV-2427, a l'oest de la urb. de Can Rossell                           | 41° 24′ 09″ N, 1° 47′ 27″ E / 41.4025°N,1.790955°E   | IPA-4825      | La Bardera (Subirats) · Vegeu més fotos d'aquest monument · Carregueu una nova foto d'aquest monument                                        |
| Cal Figueres                                                                                        |              | Obra popular XVII                   | Subirats Nucli urbà dels Casots                                                                  | 41° 24′ 37″ N, 1° 48′ 40″ E / 41.410285°N,1.811103°E | IPA-4826      | Cal Figueres (Subirats) · Vegeu més fotos d'aquest monument · Carregueu una nova foto d'aquest monument                                      |
| Cal Mata del Racó                                                                                   | BCIL 1987    | Obra popular XII, XVIII             | Subirats Ctra. BV-2427, km 0,6, a 650 m                                                          | 41° 23′ 20″ N, 1° 48′ 10″ E / 41.388852°N,1.802858°E | IPA-4827      | Cal Mata del Racó (Subirats) · Vegeu més fotos d'aquest monument · Carregueu una nova foto d'aquest monument                                 |
| Creu de Sant Isidre                                                                                 |              | Obra popular                        | Subirats Antiga sortida de Sant Pau d'Ordal                                                      | 41° 23′ 04″ N, 1° 47′ 56″ E / 41.384560°N,1.798978°E | IPA-30631     | Creu de Sant Isidre (Subirats) · Vegeu més fotos d'aquest monument · Carregueu una nova foto d'aquest monument                               |
| Creu Trencada                                                                                       |              | Obra popular XX                     | Subirats Ctra. de Sant Sadurní a Gelida                                                          | 41° 25′ 33″ N, 1° 48′ 01″ E / 41.425944°N,1.800214°E | IPA-30633     | Creu Trencada (Subirats) · Vegeu més fotos d'aquest monument · Carregueu una nova foto d'aquest monument                                     |
| Creu del Pago, Creu de Can Vendrell o la Creueta                                                    |              | Obra popular                        | Subirats Camí del Pago a Can Vendrell                                                            | 41° 23′ 06″ N, 1° 48′ 35″ E / 41.384889°N,1.809771°E | IPA-30634     | Creu del Pago (Subirats) · Vegeu més fotos d'aquest monument · Carregueu una nova foto d'aquest monument                                     |
| Creu del Maset del Lleó                                                                             |              | Obra popular                        | Subirats Ctra. de Lavern a St. Pau d'Ordal                                                       | 41° 23′ 02″ N, 1° 47′ 07″ E / 41.383894°N,1.785284°E | IPA-30635     | Creu del Maset del Lleó (Subirats) · Vegeu més fotos d'aquest monument · Carregueu una nova foto d'aquest monument                           |
| Torre de Can Pinya                                                                                  | BCIL 1987    | Preromànic                          | Subirats A 600 m al nord-oest del nucli de Torre-ramona, al vessant nord del turó de la Giramola | 41° 25′ 12″ N, 1° 49′ 37″ E / 41.420006°N,1.827068°E | IPA-31170     | Torre de Can Pinya (Subirats) · Modifica el valor a Wikidata · Carregueu una nova foto d'aquest monument                                     |
| Capella Sant Joan Sesrovires                                                                        | BCIL 1987    | Romànic XII                         | Subirats Cementiri del nucli de Torre-ramona                                                     | 41° 25′ 13″ N, 1° 49′ 12″ E / 41.420311°N,1.819942°E | IPA-31279     | Capella Sant Joan Sesrovires (Subirats) · Vegeu més fotos d'aquest monument · Carregueu una nova foto d'aquest monument                      |
| Molí d'en Coloma                                                                                    | BCIL 1987    | Obra popular XVIII                  | Subirats Ctra. C-243, km 15,1, a 1.000 m                                                         | 41° 25′ 43″ N, 1° 49′ 48″ E / 41.428683°N,1.830083°E | IPA-31334     | Molí d'en Coloma (Subirats) · Vegeu més fotos d'aquest monument · Carregueu una nova foto d'aquest monument                                  |
| Església parroquial de Sant Esteve                                                                  |              | Historicisme XX                     | Subirats C. del Forn de Vidre, barri del Vidre, Ordal                                            | 41° 23′ 38″ N, 1° 50′ 41″ E / 41.393846°N,1.844607°E | IPA-38291     | Església parroquial de Sant Esteve (Subirats) · Vegeu més fotos d'aquest monument · Carregueu una nova foto d'aquest monument                |
| Can Escardó, Mas Esquerdó                                                                           |              | Obra popular XVIII-XX               | Subirats Ctra. BV-2155 de Puigdàlber                                                             | 41° 23′ 52″ N, 1° 44′ 00″ E / 41.397678°N,1.733317°E | IPA-39738     | Ca n'Escardó (Subirats) · Vegeu més fotos d'aquest monument · Carregueu una nova foto d'aquest monument                                      |
| Forn de calç de Can Massana                                                                         |              | Obra popular                        | Subirats Al sud de la urb. Muntanya Rodona, riera dels Vidrers                                   | 41° 22′ 15″ N, 1° 48′ 57″ E / 41.370782°N,1.815853°E | IPA-40621     | Carregueu una nova foto d'aquest monument |
| Forn de calç de Can Ràfols dels Caus                                                                |              | Obra popular                        | Subirats                                                                                         |                                                      | IPA-40622     | Forn de calç de Can Ràfols dels Caus (Subirats) · Vegeu més fotos d'aquest monument · Carregueu una nova foto d'aquest monument              |
| Forn de calç de Can Ràfols dels Caus 2                                                              |              | Obra popular                        | Subirats                                                                                         |                                                      | IPA-40623     | Forn de calç de Can Ràfols dels Caus 2 (Subirats) · Vegeu més fotos d'aquest monument · Carregueu una nova foto d'aquest monument            |
| Forn de Can Bou                                                                                     |              | Obra popular                        | Subirats                                                                                         | 41° 24′ 04″ N, 1° 47′ 08″ E / 41.40123°N,1.78550°E   | IPA-40624     | Forn de Can Bou (Subirats) · Modifica el valor a Wikidata · Carregueu una nova foto d'aquest monument                                        |
| Forn de calç el Pago                                                                                |              | Obra popular                        | Subirats                                                                                         | 41° 23′ 20″ N, 1° 49′ 01″ E / 41.38900°N,1.81684°E   | IPA-40625     | Carregueu una nova foto d'aquest monument |
| Forn de calç de Cal Fèlix                                                                           |              | Obra popular                        | Subirats Coll de la Creu d'Ordal                                                                 | 41° 23′ 24″ N, 1° 52′ 04″ E / 41.390050°N,1.867843°E | IPA-40626     | Carregueu una nova foto d'aquest monument |
| Forn de calç del Pago 2                                                                             |              | Obra popular                        | Subirats                                                                                         | 41° 23′ 18″ N, 1° 49′ 07″ E / 41.388437°N,1.818570°E | IPA-40627     | Forn de calç del Pago 2 (Subirats) · Vegeu més fotos d'aquest monument · Carregueu una nova foto d'aquest monument                           |
| Forn de calç del Pollet                                                                             |              | Obra popular                        | Subirats                                                                                         | 41° 23′ 26″ N, 1° 49′ 44″ E / 41.390443°N,1.828832°E | IPA-40628     | Forn de calç del Pollet (Subirats) · Vegeu més fotos d'aquest monument · Carregueu una nova foto d'aquest monument                           |
| Forn de calç de Savall                                                                              |              | Obra popular                        | Subirats Urb. Can Rossell, vora el mirador de la Bardera                                         |                                                      | IPA-46422     | Carregueu una nova foto d'aquest monument |
| Forn de Can Bas                                                                                     |              | Obra popular                        | Subirats                                                                                         |                                                      | IPA-50973     | Carregueu una nova foto d'aquest monument |
| Pont sobre el torrent de Cantallops                                                                 |              | Obra popular                        | Subirats                                                                                         |                                                      | IPA-51012     | Carregueu una nova foto d'aquest monument |
| Pas soterrani de la via del tren del torrent del Tro                                                |              | Obra popular                        | Subirats                                                                                         |                                                      | IPA-53100     | Carregueu una nova foto d'aquest monument |
| Forn de calç de la Plana                                                                            |              |                                     | Subirats                                                                                         |                                                      | IPA-53106     | Carregueu una nova foto d'aquest monument |
| Capella de la Maternitat de la Mare de Déu dels Casots                                              | BCIL 2022    | Obra popular XX                     | Subirats C. dels Casots, 3                                                                       | 41° 24′ 31″ N, 1° 48′ 31″ E / 41.40873°N,1.80859°E   | IPA-53183     | Capella de la Maternitat de la Mare de Déu dels Casots (Subirats) · Modifica el valor a Wikidata · Carregueu una nova foto d'aquest monument |